# Chrysobothris emarginaticollis
Chrysobothris emarginaticollis es una especie de escarabajo del género Chrysobothris, familia Buprestidae. Fue descrita científicamente por Blanchard en 1846.